# Dmitrij Chomucha
Dmitrij Iwanowicz Chomucha, ros. Дмитрий Иванович Хомуха, ukr. Дмитро Іванович Хомуха, Dmitro Iwanowicz Chomucha (ur. 23 sierpnia 1969 w Aszchabadzie, Turkmeńska SRR) – turkmeński piłkarz pochodzenia ukraińskiego, grający na pozycji pomocnika, reprezentant Turkmenistanu. Ma również obywatelstwo rosyjskie.

## Kariera piłkarska

### Kariera klubowa
Karierę rozpoczął w 1985 w klubie Kolhozçi Aszchabad. Następnie występował w wojskowych klubach CSKA Moskwa (drugiej drużynie) i SKA Karpaty Lwów. W 1989 przeszedł do Metalista Charków, w którym występował pięć lat. Potrafił po mistrzowsku wykonać standardy. Kibice nazywali go "królem standardów". W 1994 wyjechał do Rosji, gdzie bronił barw takich klubów jak Erzu Grozny, Zenit Petersburg, CSKA Moskwa (pierwsza drużyna), Szynnik Jarosław i Terek Grozny. W 2005 zakończył karierę.

### Kariera reprezentacyjna
Występował w reprezentacji Turkmenistanu.

## Kariera trenerska
Po zakończeniu kariery piłkarskiej rozpoczął pracę trenerską. Najpierw pracował na stanowisku trenera w DJuSSz CSKA Moskwa. Od 16 września 2010 roku prowadzi reprezentacji Rosji rocznika 1996.

### Sukcesy i odznaczenia
- wicemistrz Rosji: 1998
- brązowy medalista Mistrzostw Rosji: 1999
- zdobywca Pucharu Rosji: 2004